# Бугай (Вадовицький повіт)
Бугай (пол. Bugaj) — село в Польщі, у гміні Кальварія-Зебжидовська Вадовицького повіту Малопольського воєводства.
Населення — 505 осіб (2011).

## Історія
У 1975-1998 роках село належало до Бельського воєводства, підпорядковувалося районній адміністрації у Вадовицях.

## Демографія
Демографічна структура станом на 31 березня 2011 року:
|          | Загалом | Допрацездатний вік | Працездатний вік | Постпрацездатний вік |
| -------- | ------- | ------------------ | ---------------- | -------------------- |
| Чоловіки | 261     | 55                 | 176              | 30                   |
| Жінки    | 244     | 53                 | 133              | 58                   |
| Разом    | 505     | 108                | 309              | 88                   |